# Малоалабухское сельское поселение
Малоалабухское сельское поселение — муниципальное образование в Грибановском районе Воронежской области.
Административный центр — село Малые Алабухи 1-е.

## Административное деление
Состав поселения:
- село Малые Алабухи 1-е,
- село Малые Алабухи 2-е,
- посёлок Красная Заря,
- посёлок Чичерино.